# Cratere Blitta
Blitta  è un cratere sulla superficie di Marte.